# Backbreaker

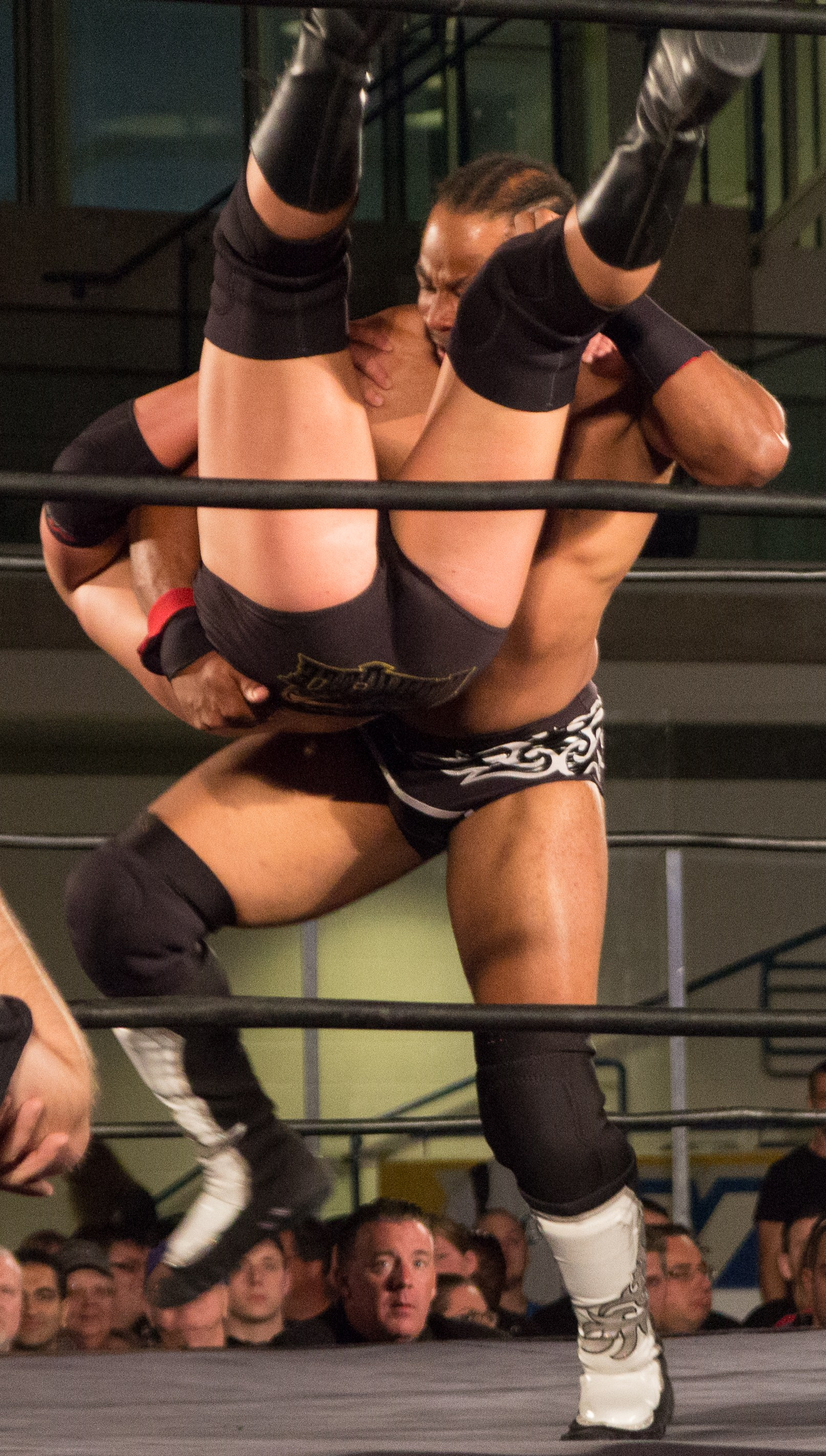

Backbreaker è un termine che si riferisce ad un movimento di wrestling, nel quale si infierisce in maniera particolare sulla zona dorsale e lombare del proprio avversario.
Esistono diverse varianti di questa mossa che sono riassumibili nel seguente elenco:

## Varianti

### Backbreaker drop
Variante dove l'esecutore solleva il proprio avversario su una spalla, in una mossa di sottomissione alla schiena, per poi lasciarsi cadere o sul sedere o sulle proprie ginocchia così da sbattere il dorso dell'avversario per causargli dolore oppure un possibile KO.
Una manovra simile prende il nome di Double Underhook Backbreaker: questa vede l'attaccante effettuare con le braccia un doppio "uncino" alla stessa parte del corpo del suo avversario, il quale viene sollevato sulla schiena dell'esecutore stesso finendo col cadere sul sedere o sulle sue ginocchia, procurando così danni alla schiena del rivale.
Le varianti più note sono: Argentine Backbreaker Rack e Canadian Backbreaker Rack.

#### Argentine backbreaker rack

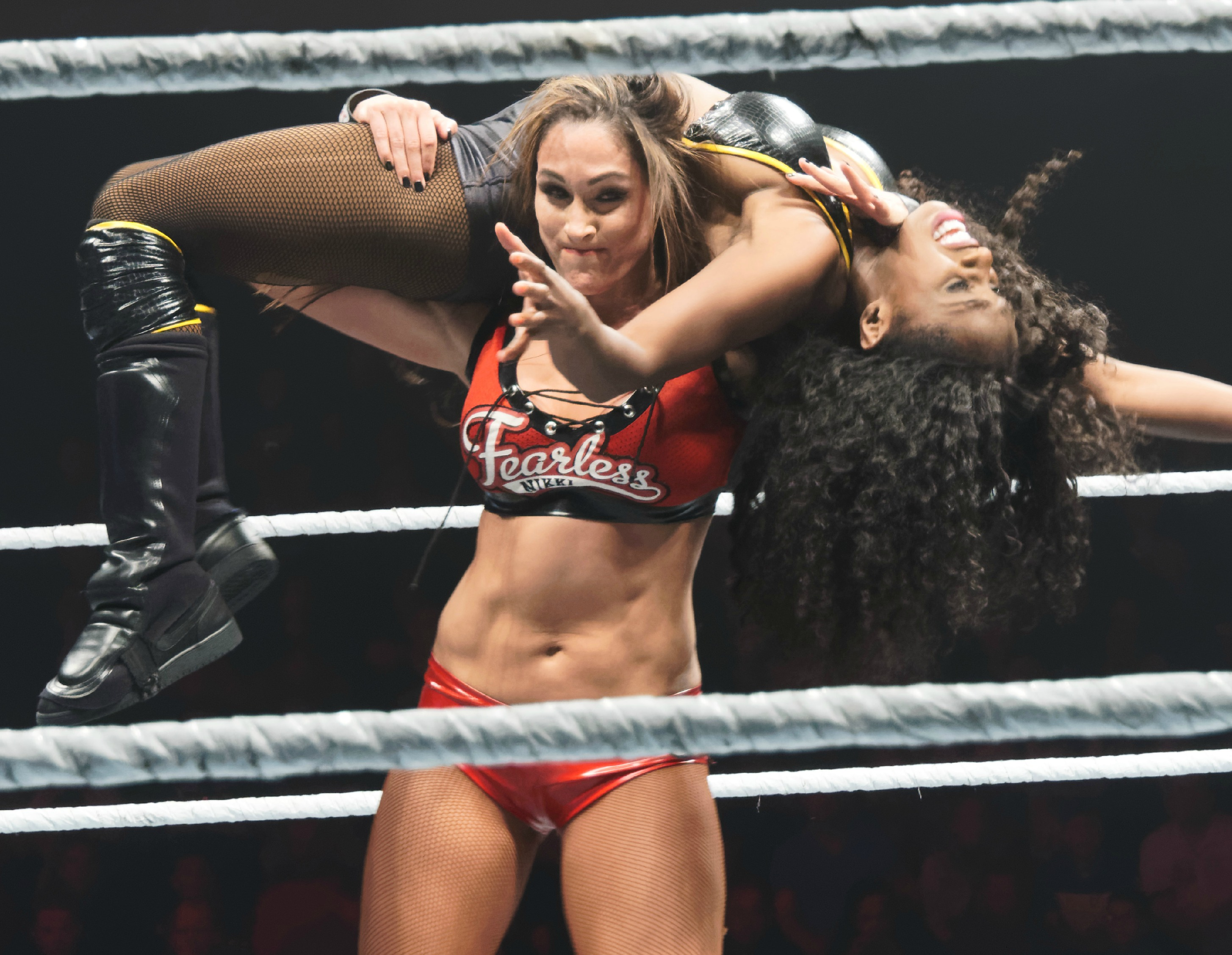
Nikki Bella, esegue il Nikki Rack Attack.

Meglio conosciuta come Torture Rack, questa mossa consiste nel caricarsi l'avversario a faccia in su sopra la schiena per poi lasciarsi cadere (con l'avversario nella medesima posizione) a peso morto al suolo.

#### Canadian backbreaker rack
L'attaccante solleva il proprio avversario sulla sua spalla con il viso di quest'ultimo rivolto nella direzione stessa di quella dell'esecutore. Dopo ciò, il wrestler che la esegue unirà le sue braccia intorno al torace del wrestler, compiendo una pressione tra la schiena del rivale e la sua spalla.
Una variante di questa mossa è la Canadian Backbreaker Drop, dove la procedura di esecuzione è la stessa. La differenza è che l'esecutore, dopo un po' di tempo, si lascerà cadere sul sedere/ginocchia, infierendo ulteriormente sulla zona dorsale del malcapitato.

### Belly to back suplex backbreaker
Il wrestler che la compie effettua una Waist Lock (chiusura alla vita) all'avversario, e lo proietta all'indietro con un Belly to Back Suplex, ma anziché rilasciarlo lo fa cadere sulle proprie ginocchia.

### Belly to belly suplex backbreaker
Il wrestler chiude l'avversario in una Bearhug, lo solleva in alto e poi schianta la sua schiena sul suo ginocchio.

### Catapult backbreaker
Modalità dove l'esecutore prende le gambe dell'avversario, le uncina per un Rocket Luncher per poi proiettarlo come una catapulta contro o un angolo del ring, una scala o un tavolo; l'attaccante mantiene la presa alle gambe del nemico, che, di ritorno, cadrà sulle ginocchia del rivale.

### Chokeslam backbraker
Il wrestler che la effettua esegue una Chokeslam, con la differenza di non far cadere l'avversario al suolo, bensì lo fa collidere di schiena sul proprio ginocchio.

### Cloverleaf backbreaker
L'esecutore prende l'avversario in posizione di Cloverleaf e lo solleva, mettendolo così a testa in giù. Subito dopo si fa cadere all'indietro e fa cadere l'avversario sulle proprie ginocchia.

### Cobra clutch backbreaker
Questa variante consiste nell'intrappolare il proprio avversario in una Cobra Clutch per poi sollevarlo in aria e farlo cadere di schiena sul ginocchio di colui che la esegue, il quale manterrà la presa portandola a terra.

### Double knee backbreaker

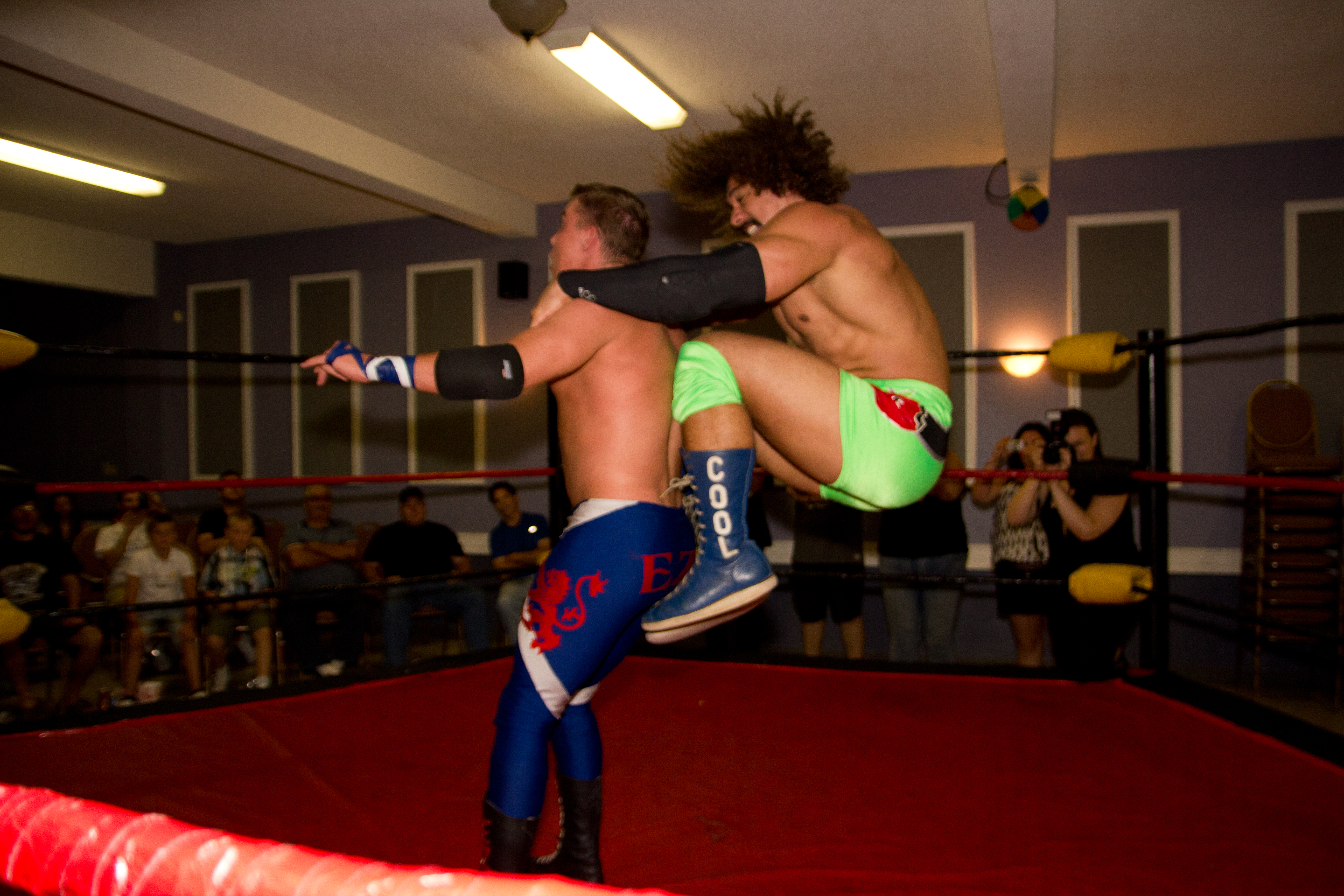
Carlito esegue la Back Stabber

La manovra consiste nel prendere di spalle l'avversario e aggrappandosi sulle stesse, lasciarsi cadere all'indietro con entrambe le ginocchia sulla schiena del rivale.

### Double underhook backbreaker
L'avversario viene posto con la testa (rivolta verso in basso) tra le gambe dell'esecutore che afferra le braccia dell'avversario per poi immolarlo al cielo e farlo cadere, ovviamente di dorso, sul proprio ginocchio.

### Half nelson backbreaker
L'esecutore è posto alle spalle dell'avversario, afferra quest'ultimo con un Half Nelson, lo solleva, ma anziché sbatterlo al tappeto, lo fa cadere di schiena lungo la coscia.

### Inverted facelock backbreaker
Con l'avversario alle spalle, l'esecutore avvolge il braccio intorno al collo del malcapitato stesso (da qui il termine Inverted Facelock) che verrà fatto cadere accompagnato sul ginocchio di chi la esegue.

### Inverted headlock backbreaker

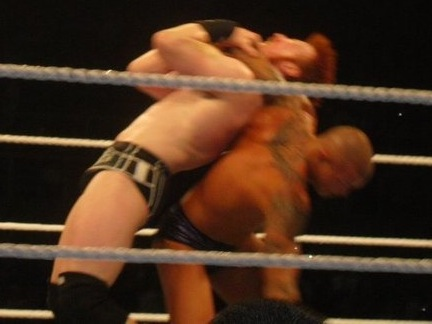
Randy Orton esegue l'Inverted headlock backbreaker

Anche in questo caso l'avversario è di spalle; a questo punto, l'esecutore effettua una Headlock con un braccio solo per poi compiere un quarto di giro trovandosi così schiena-schiena con il nemico, il quale, accompagnato giù dalla presa, compirà una torsione del collo ed allo stesso tempo della schiena stessa.

### Lifting side backbreaker
L'esecutore afferra l'avversario, davanti a lui, posizionando il suo braccio oltre il suo, facendolo impattare contro il proprio ginocchio.

### Mat backbreaker
L'esecutore si trova alle spalle del nemico, afferra il collo dell'avversario con un braccio e, con forza, lo fa cadere all'indietro con la schiena di quest'ultimo che, anziché sbattere al suolo, collide con il ginocchio di colui che la esegue.

### Pendulum backbreaker
L'esecutore (posto lateralmente), con un braccio prende l'avversario alla vita e con l'altro effettua un "uncino" alla gamba; dopodiché lo solleva, tenendolo sospeso per qualche secondo, e lo fa cadere sul proprio ginocchio.

### Backbreaker rack
Una variante del Pendulum backbreaker, che consiste nella medesima procedura con la differenza, però, di mantenere la presa sull'avversario, una volta che questi è stato fatto cadere sul ginocchio dell'esecutore, effettuando così una potente mossa di sottomissione alla schiena.

### Sit-out Backbreaker Back Drop
Constiste nel caricare l'avversario sulle spalle a pancia in su per poi lasciarsi cadere seduti, in modo da colpire l'avversario alla schiena per via del contraccolpo subito.

### Fireman's Carry Backbreaker
L'attaccante solleva l'avversario sulle spalle in un trasporto da pompiere, quindi lo capovolge in modo che la schiena si trovi sulla parte superiore del ginocchio. Una variazione di questa mossa viene eseguita in modo simile a come viene eseguito uno Ushigoroshi invece spingendo un ginocchio nella parte superiore della schiena.

### Canadian Rack Backbreaker
Conosciuto anche tecnicamente come backbreaker rack overhead gutwrench, questo vede un lottatore attaccante sollevare prima un avversario in modo che la schiena dell'avversario sia appoggiata sulla spalla del lottatore, con la testa dell'avversario rivolta nella direzione in cui è rivolto il lottatore. Il lottatore quindi collega le braccia attorno al busto dell'avversario a faccia in su e preme verso il basso, schiacciando la spina dorsale dell'avversario contro la spalla del lottatore.

### Hair-Pull Backbreaker
Questa mossa viene eseguita dietro l'avversario. Il lottatore afferra l'avversario per i capelli (o per la testa se l'avversario è calvo o se il lottatore attaccante è un artista pulito) e lo tira indietro, quindi la schiena dell'avversario atterra sul ginocchio del lottatore. In una variazione di questa mossa, il lottatore affronta l'avversario, lo afferra per i capelli, si gira in modo che il lottatore e l'avversario siano schiena contro schiena, quindi il lottatore tira giù i capelli dell'avversario, spingendo la schiena contro il ginocchio del lottatore.

### Backbreaker Lariat
Prima il lottatore tiene l'avversario in una presa capovolta e poi il lottatore si gira e gli lancia un laccio sul ginocchio

### Spinning inverted facelock lariat double knee backbreaker
Simile allo spinning inverted facelock lariat backbreaker, questa mossa inizia con un facelock invertito, quindi vede l'attaccante cadere sulla schiena mentre esegue un lariat in modo che l'avversario venga spinto sulle ginocchia dell'attaccante.

### Side Slam Backbreaker
Il lottatore prima si trova da un lato all'altro e leggermente dietro l'avversario, rivolto nella direzione opposta, prima di raggiungere il busto dell'avversario con un braccio sul petto dell'avversario e sotto entrambe le braccia, sollevandole in aria come se il lottatore stesse per sferrare uno schianto laterale. Tuttavia, mentre il lottatore riporta l'avversario sul tappeto, il lottatore attaccante si inginocchia, sbattendo la schiena dell'avversario sul ginocchio esteso.

### Inverted Three-Quarter Facelock Backbreaker
Può anche essere conosciuto come un neckbreaker facelock a tre quarti rovesciato, o più comunemente noto come backbreaker neckbreaker (slam). Il lottatore si trova accanto all'avversario di fronte a entrambi i lati, afferra il collo dell'avversario da dietro con entrambe le mani (come visto principalmente prima di cadere in uno schianto a spaccacollo), quindi spinge il collo dell'avversario verso il basso, estendendo contemporaneamente un ginocchio in modo da atterrare la schiena dell'avversario in il ginocchio.

### Full Nelson Backbreaker
Il lottatore attaccante si trova dietro l'avversario e lo blocca in un full nelson prima di sollevare l'avversario, come per eseguire un full nelson slam, ma quando il lottatore fa cadere l'avversario, lo sbatte prima contro il ginocchio esposto.

### STO backbreaker
L'esecutore si trova dinanzi all'avversario e con un braccio sotto la spalla, gli pone uno sgambetto facendolo cadere con la schiena lungo il ginocchio esposto.

### Tilt-a-whirl backbreaker
In genere, questa mossa avviene dopo un Irish Whip. L'avversario, che corre verso l'esecutore, viene abbrancato per i fianchi e compirà una rotazione di 360°, finendo con la parte posteriore del corpo lungo la coscia dell'avversario.

### Backbreaker Submission
Questa sottomissione di base del backbreaker prevede che il lottatore appoggi la schiena del suo avversario su una delle sue ginocchia, quindi mentre mette una mano sul mento del suo avversario e l'altra sul suo ginocchio il lottatore spinge verso il basso per piegare l'avversario attorno al suo ginocchio.

### Shiranui Backbreaker
Il lottatore prima applica un blocco facciale di tre quarti sull'avversario, quindi esegue un salto mortale all'indietro come in uno Shiranui in piedi standard, tuttavia il lottatore continua a ruotare ed esegue un doppio backbreaker del ginocchio. Questa mossa è attualmente utilizzata da Retail Dragon.

### Side Slam Backbreaker
Il lottatore prima sta in piedi da un lato all'altro e leggermente dietro all'avversario, rivolto nella direzione opposta prima di raggiungere il busto dell'avversario con un braccio sul petto dell'avversario e sotto entrambe le braccia, sollevandolo in aria come se il lottatore stesse per lanciare uno slam laterale. Tuttavia, mentre il lottatore riporta l'avversario sul tappeto, il lottatore attaccante si inginocchia, sbattendo la schiena dell'avversario sul suo ginocchio esteso.

### Swinging Side Slam Backbreaker
Una variazione dello slam laterale oscillante vede il lottatore attaccante sollevare prima l'avversario orizzontalmente sul petto prima di farlo oscillare su un fianco e far cadere l'avversario prima sul ginocchio. 

### Spinning Side Slam Backbreaker
Una variazione di schianto laterale rotante vede il lottatore attaccante catturare un avversario in arrivo e farlo ruotare di 180 ° prima di farlo cadere prima sul ginocchio.

## Gutbuster

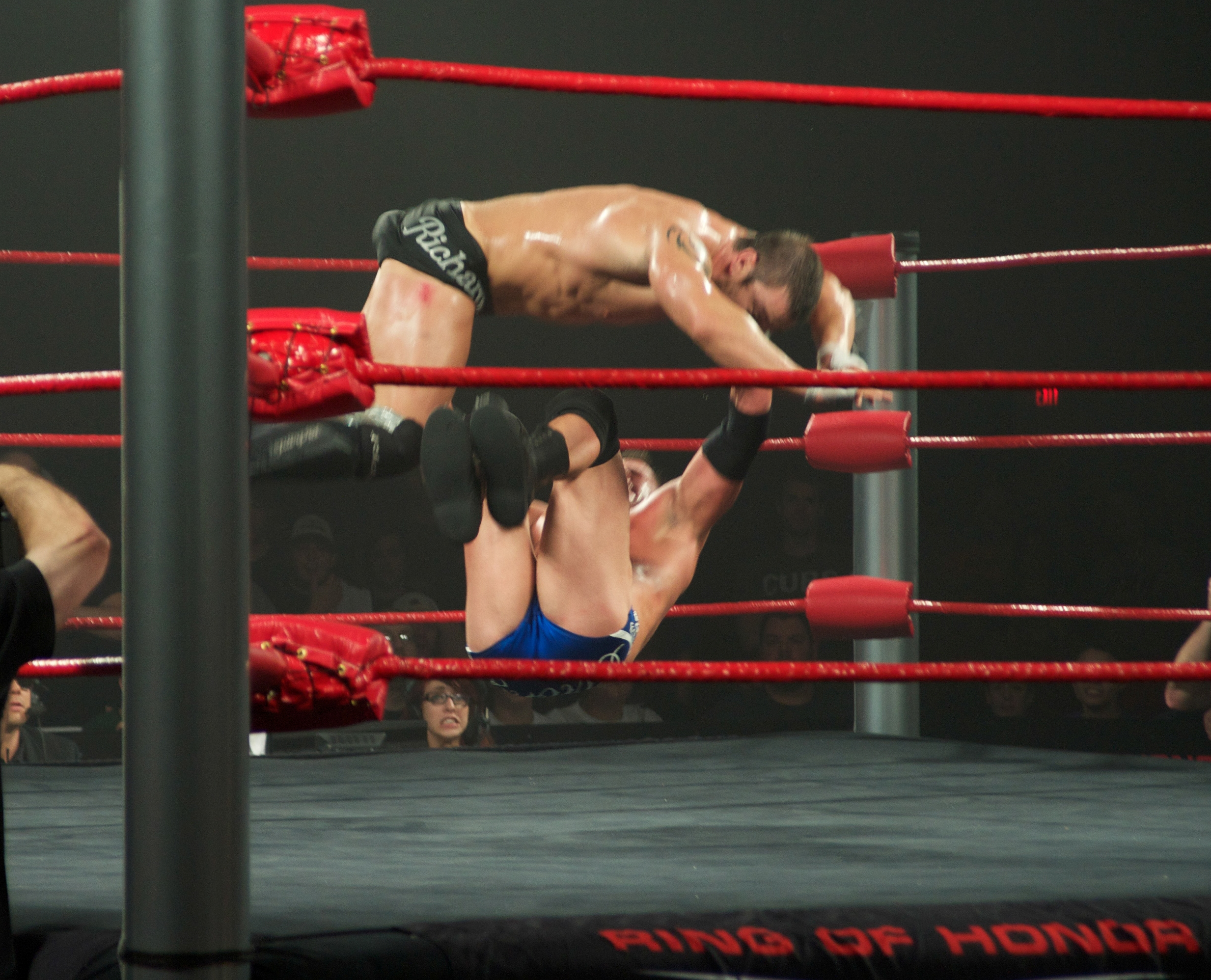
Roderick Strong esegue un gutbuster

Un gutbuster è una versione inversa del backbreaker; si tratta di qualsiasi mossa in cui un lottatore solleva l'avversario e lo lascia cadere in modo che venga colpito allo stomaco da una ginocchiata. Un gutbuster basilare è spesso chiamato stomachbreaker. La somiglianza con il backbreaker si riflette in quasi tutte le varianti di gutbuster, che se invertite diventerebbero backbreaker e viceversa.

## Varianti

### Elevated Gutbuster
Questa variante di un gutbuster vede un lottatore sollevare l'avversario in alto, prima di farlo cadere verso il basso, colpendolo con una ginocchiata.

### Double Knee Gutbuster
Il wrestler alza sulla sua testa l'avversario in orizzontale, per poi accasciarsi di schiena sul tappeto del ring, schiantando l'avversario di stomaco sulle sue ginocchia.

### Fireman's Carry Gutbuster
Questa è la versione più comune del gutbuster, e vede il lottatore sollevare l'avversario sulle spalle in un Fireman's Carry, prima di farlo cadere di stomaco su un ginocchio.

#### Avalanche Fireman'S Carry Gutbuster
Variante del gutbuster sovracitato, in cui il lottatore sale sul paletto del ring, mantenendosi sulle corde superiori mentre tiene il suo avversario sulle spalle. Successivamente lancia l'avversario in aria e cade in ginocchio dalla terza corda, con l'avversario che cercando di planare, finisce per schiantarsi sul ginocchio sollevato del wrestler.

### Gutbuster Drop
Un gutbuster elevato in cui un lottatore solleva un avversario a pancia in giù sulle spalle. Dopo essersi inginocchiato, il wrestler fa cadere il suo avversario in avanti, sul ginocchio alzato.

### Gorilla Press Gutbuster
Una manovra in cui il wrestler fa cadere l'avversario direttamente di fronte a sé dopo aver eseguito una Gorilla Press, facendolo schiantare contro il suo ginocchio piegato.

#### Double Knee Gorilla Press Gutbuster
Variante del Gutbuster sovracitato, dove il lottatore si lascia cadere sul tappeto contemporaneamente a quando lascia cadere l'avversario, portando le sue ginocchia in alto e facendolo cadere con lo stomaco su di esse.

### Gutwrench Gutbuster
Una manovra in cui il lottatore solleva il suo avversario in una Gutwrench Powerbomb, alzandolo sulle proprie spalle prima di farlo cadere di pancia sul proprio ginocchio.

### Tilt-A-Whirl Gutbuster
Il lottatore afferra l'avversario per la vita facendogli fare una rotazione di 180° con le gambe all'aria, per poi schiantarlo con l'addome sul proprio ginocchio.

### Shoulder Gutbuster
Il wrestler solleva il proprio avversario su una spalla, tenendo il suo busto con un braccio.
Dopo aver fatto un passo in avanti, il wrestler si lascia cadere a terra, spingendo la propria spalla contro lo stomaco dell'avversario.

### Pumphandle Gutbuster
Prevede che l'escutore prenda da dietro l'avversario per piegarlo in avanti e gli blocchi un braccio tra le proprie gambe per poi sollevarlo di peso alzandolo fino al proprio petto prima di girarlo a pancia in giù facendolo cadere sul proprio ginocchio.

### Canadian Rack Gutbuster
Il wrestler mette l'avversario in una Canadian Rack sulla sua spalla, e dopo aver effettuato la sottomissione, lo fa cadere in verticale spingendolo di pancia su un suo ginocchio.

### Double Underhook/Chickenwing Gutbuster
In questa manovra il wrestler si trova dietro l'avversario ed uncina entrambe le sue braccia, come se stesse per eseguire un Tiger Suplex.
Il wrestler solleva l'avversario, per poi lasciarsi cadere all'indietro, spingendolo in avanti e colpendogli la pancia con entrambe le ginocchia.

### Belly-To-Back Gutbuster
In questa manovra il lottatore solleva l'avversario in un Belly-To-Back Suplex, ma anziché farlo cadere all'indietro, lo fa cadere in avanti su un suo ginocchio.

### Belly-To-Belly Gutbuster
Questa variante prevede che il lottatore sollevi l'avversario per in un Belly-To-Belly Suplex, ma anziché schiantarlo di lato, lo fa cadere su un suo ginocchio.

### Swinging Gutbuster
Il lottatore prende in braccio il suo avversario in orizzontale, per poi fare un movimento oscillante di lato.
Mentre esegue il movimento, il wrestler capovolge l'avversario schiantandolo sempre in orizzontale sul suo ginocchio.

### Suplex Lifted Gutbuster
La manovra consiste nel sollevare un avversario in un Front Facelock Suplex, per poi spingerlo in avanti in una sorta di Falcon Arrow, ma anziché atterrare sul tappetino, l'avversario atterrerà in orizzontale su entrambe le ginocchia del praticante.

### Pop-Up Gutbuster
In questa manovra, il lottatore esegue una presa pop-up ad un avversario in corsa, prendendolo per i fianchi e lanciandolo in aria.
Il lottatore poi si gira di lato sdraiandosi ed alzando le ginocchia, facendo in modo che l'avversario cada di stomaco su entrambe.

### Pendulum Gutbuster
La mossa è eseguita dopo un Pendulum Backbreaker, con il wrestler che solleva l'avversario per le gambe in orizzontale, capovolgendolo e colpendogli lo stomaco con una ginocchiata. Usato da AJ Styles e soprannominato "Spine Breaker".

### Rib Breaker
Un rib breaker è una versione di un gutbuster dove il lottatore solleva l'avversario in una posizione orizzontale, e poi lo fa cadere di costole sul suo ginocchio.